# Koszelewki
Koszelewki (deutsch Klein Koschlau) ist ein Dorf in der polnischen Woiwodschaft Ermland-Masuren. Es gehört zur Gmina Rybno (Landgemeinde Rybno, 1942 bis 1945 Rübenau) im Powiat Działdowski (Kreis Soldau).

## Geographische Lage
Koszelewki liegt am Südostufer des Grondy-Sees (polnisch Jezioro Grądy) und am Nordufer des Flüsschens Welle (polnisch Wel) im Landschaftsschutzpark Welle (Welski Park Krajobrazowy) im Südwesten der Woiwodschaft Ermland-Masuren. Bis zur einstigen Kreisstadt Neidenburg (polnisch Nidzica) sind es 35 Kilometer in östlicher Richtung. Die heutige Kreismetropole Działdowo (deutsch Soldau i. Ostpr.) liegt 21 Kilometer in südöstlicher Richtung entfernt.

## Geschichte
Das durch sein Gut und eine Ziegelei immer mehr an Bedeutung gewinnende Dorf Klein Koschlau wurde am 28. Mai 1874 Amtsdorf und damit namensgebend für einen Amtsbezirk im Kreis Neidenburg, Regierungsbezirk Königsberg (ab 1905: Regierungsbezirk Allenstein) in der preußischen Provinz Ostpreußen. In den Amtsbezirk war lediglich der Gutsbezirk Klein Koschlau eingegliedert.
1910 waren in Klein Koschlau 145 Einwohner registriert. Das Dorf lag im Soldauer Gebiet, das entsprechend dem Versailler Vertrag von 1919 an Polen abgetreten werden musste. Die Überstellung erfolgte am 10. Januar 1920. Groß Koschlau und Klein Koschlau wurden auf diesem Wege zu „Koschlau“ (polnisch Koczelewy) vereinigt und zählten 1931 insgesamt 712 Einwohner. 1934 erfolgte die Eingliederung in die neu gebildete Landgemeinde Żabiny (deutsch Seeben), die jedoch 1939 zum Deutschen Reich kam, Landgemeinde „Seeben“ genannt und als solche in den „Amtsbezirk Seeben“ umgewandelt wurde. Die Zugehörigkeit zum  Kreis Neidenburg wurde durchgesetzt.
Doch nicht für lange Zeit, denn 1945 kam in Kriegsfolge das gesamte südliche Ostpreußen zu Polen. Klein Koschlau erhielt wieder die polnische Namensform „Koszelewki“ und ist heute eine Ortschaft im Verbund der Gmina Rybno (Landgemeinde Rybno, 1942 bis 1945 Rübenau) im Powiat Działdowski (Kreis Soldau), bis 1998 der Woiwodschaft Ciechanów, seither der Woiwodschaft Ermland-Masuren zugehörig. In der Zeit bis 1990 war der Dorfname eng verbunden mit der dort niedergelassenen Staatlichen Landwirtschaftsgenossenschaft  (polnisch Państwowe gospodarstwo rolne - PGR).

## Kirche
Klein Koschlau war bis 1945 in die evangelische Kirche Groß Koschlau (polnisch Koszelewy) in der Kirchenprovinz Ostpreußen der Kirche der Altpreußischen Union bzw. nach 1920 in der Diözese Działdowo (Soldau) der Unierten Evangelischen Kirche in Polen, außerdem in die römisch-katholische Kirche Groß Lensk (polnisch Wielki Łęck) eingepfarrt.
Heute gehört Koszelewki katholischerseits zur Pfarrei Koszelewy im Bistum Toruń (THorn). evangelischerseits zur Erlöserkirche Działdowo mit der – Koszelewki näher gelegenen – Jesuskirche Lidzbark (Lautenburg) in der Diözese Masuren der Evangelisch-Augsburgischen Kirche in Polen.

## Verkehr
Koszelewki liegt an einer Nebenstraße, die von Koszelewy (Groß Koschlau) über Wąpiersk (Wompiersk, 1942 bis 1945 Wampers) nach Lidzbark (Lautenburg) führt. Eine Anbindung an den Bahnverkehr gibt es nicht.